# Voetbalkampioenschap van het Graafschap Mansfeld 1913/14
In 1913/14 werd het eerste voetbalkampioenschap van het Graafschap Mansfeld gespeeld, dat georganiseerd werd door de Midden-Duitse voetbalbond. VfB Eisleben werd kampioen en plaatste zich zo voor de Midden-Duitse eindronde. De club kreeg een pak rammel (14-0) van SC Erfurt 1895.

## 1. Klasse
| Plaats | Club                   | Wed. | W | G | V | Saldo | Ptn.  |
| ------ | ---------------------- | ---- | - | - | - | ----- | ----- |
| 1.     | VfB Eisleben           | 8    | 5 | 1 | 2 | 15:03 | 11:05 |
| 2.     | FC Helvetia Eisleben   | 8    | 3 | 4 | 1 | 11:05 | 10:06 |
| 3.     | FC Adler Eisleben      | 8    | 3 | 2 | 3 | 06:05 | 08:08 |
| 4.     | FC Hohenzollern Helfta | 8    | 3 | 1 | 4 | 03:12 | 07:09 |
| 5.     | BC Creisfeld           | 8    | 1 | 2 | 5 | 02:12 | 04:12 |

|  | Kampioen, geplaatst voor Midden-Duitse eindronde |